# Conjugaisons du grec ancien (tableaux)
Cette page contient des caractères spéciaux ou non latins. S’ils s’affichent mal (▯, ?, etc.), consultez la page d’aide Unicode.
Pour un article plus général, voir Conjugaisons du grec ancien.
Sont présentés, de manière synthétique, les tableaux de conjugaisons des verbes en grec ancien. Pour une approche théorique et comparatiste (ainsi qu'une bibliographie), consulter l'article Conjugaisons du grec ancien.

## Conventions
On a utilisé un vocabulaire métalinguistique plus rigoureux que celui de la grammaire scolaire. Les équivalences suivantes sont notables :
- imperfectif (primaire) → présent ;
  - imperfectif secondaire → imparfait ;
- aoriste (le terme traditionnel est conservé ; à l'indicatif, ce temps est secondaire) ;
- statique (primaire) → parfait ;
  - statique secondaire → plus-que-parfait.

Un système de couleurs a été employé :
- le radical est dans la couleur par défaut (normalement, le noir) ;
- la voyelle thématique (quand elle est isolable) est en vert ;
- les désinences sont en orange ;
- l'augment et le redoublement sont en rouge ;
- les marqueurs (aspectuels, modaux ou de voix) sont en bleu.

Le trait d'union sépare les morphèmes (sauf dans les cas où la voyelle thématique et la désinence sont agglutinées).

## Verbes thématiques

### Type λύω («délier»)
Verbes concernés : ceux dont le radical est terminé par -ι-, -υ- et -ζ-. Même au sein de ce groupe subsistent des irrégularités, qui sont signalées par les dictionnaires.

#### Voix active
Consulter Conjugaisons du grec ancien (tableaux)/Λύω actif.

#### Voix moyenne
Consulter Conjugaisons du grec ancien (tableaux)/Λύω moyen.

#### Voix passive
Consulter Conjugaisons du grec ancien (tableaux)/Λύω passif.

### Verbes à finale consonantique
Lorsque le radical verbal est terminé par une voyelle ne pouvant pas subir la contraction, les affixes débutant par une consonne ne sont pas modifiés autrement qu'à l'intervocalique (le cas échéant). Si le radical se clôt par une consonne, cependant, la rencontre de celle-ci avec un éventuel affixe débutant lui-même par une consonne entraîne souvent des modifications phonétiques.

#### Occlusives labiales
Les radicaux terminés par une occlusive labiale ─ verbes en -πω, -ϐω, -φω ainsi que -πτω (évolution de *-πϳω) ─ sont modifiés devant les affixes sigmatiques (-σ de futur et -σα d'aoriste), le marqueur -κ du thème de statique, celui en -θη de l'aoriste et du futur passifs à tous les modes et devant les désinences du statique médio-passif à tous les modes.

##### Modifications subies
Les modifications sont les suivantes :
1. futur et aoriste sigmatiques en -ψ : π+σ > ψ, ϐ+σ > π+σ (dévoisement) > ψ, φ+σ > π+σ (déaspiration devant la sifflante) > ψ et πτ+σ > ψ (pour ce dernier, il faut partir de *πϳ+σ > π+σ par amuïssement du yod dans cette position) ;
2. statique en -φ : π, ϐ, φ et πτ+κ > φ ;
3. aoriste en -φθη : π+θ > φθ (notation orthographique qui n'indique pas nécessairement que le π est aspiré ; φθ vaut vraisemblablement /ptʰ/), ϐ+θ > π+θ (dévoisement) > φθ, φ+θ = φθ, πτ+θ > φθ ; pour certains verbes, c'est un suffixe -η qui s'ajoute à au thème voulu, donc sans altération de la consonne radicale ;
4. désinences de statique médio-passif -μμαι / -μμην, -ψαι / - ψο, -πται / -πτο, -μμεθα, -φθε, -μμένοι εἰσί(ν) / ἦσαν (-φθον / -φθην pour le duel) : π, ϐ, φ et πτ+μ > μμ (par assimilation du mode d'articulation) ; les autres modifications sont similaires à celles décrites plus haut. La 3e personne se forme de manière périphrastique (participe statique et verbe εἰμί) pour éviter la rencontre π, ϐ, φ et πτ+νται.

##### Exemples

###### Futur et aoriste
Le principal problème provient de la rencontre avec les suffixes sigmatiques et le marqueur -θη de futur et aoriste passifs. Certains verbes possèdent cependant pour ces temps une plus ancienne forme (dite « aoriste second ») utilisant un marqueur -η, ancienne forme qui peut parfois être la plus usitée que la récente en -θη. Parmi les verbes concernés, certains ont un radical en labiale, qui ne sera donc pas modifié par le suffixe -η.
On a choisi pour illustrer ces deux temps le verbe τρίϐω, « frotter », dont le radical se présente sous trois formes, τριϐ- (au thème de présent et aoriste / futur seconds passifs ), τριψ- (au thème d'aoriste et futur sigmatiques) et τριφ- (thème d'aoriste et futur passifs premiers). Les temps seconds sont plus courants.
Consulter Conjugaisons du grec ancien (tableaux)/Τρίϐω futur et aoriste pour les tableaux.